# Cantonul Cotignac
Cantonul Cotignac este un canton din arondismentul Brignoles, departamentul Var, regiunea Provence-Alpes-Côte d'Azur, Franța.

## Comune
- Carcès
- Correns
- Cotignac (reședință)
- Entrecasteaux
- Montfort-sur-Argens
- Saint-Antonin-du-Var